# Energieversorgung Leverkusen
Die Energieversorgung Leverkusen GmbH & Co. KG (EVL) ist ein Energie-Dienstleistungsunternehmen, das im städtischen Raum Leverkusen als so genanntes Querverbundunternehmen mehr als 168.000 Bürger mit Elektrizität, Erdgas, Fernwärme, Trinkwasser und energienahen Dienstleistungen versorgt. Darüber hinaus beliefert die EVL vor allem im Firmenkunden-Segment auch Kunden außerhalb des Leverkusener Netzgebietes.

## Geschichte
Das Baubüro der Gemeindeverwaltung Wiesdorf legte 1906 den Grundstein für die öffentliche Versorgung Leverkusens mit Energie und Trinkwasser.
Nach Entstehen der Stadt Leverkusen wurden die „städtischen Betriebe“ 1930 zunächst als Regiebetrieb und später als Eigenbetrieb „Stadtwerke Leverkusen“ mit mehr Selbstständigkeit weitergeführt. Durch die Umwandlung des Eigenbetriebes in eine Kapitalgesellschaft und Gründung der „Stadtwerke Leverkusen GmbH“ entstand 1973 ein Wirtschaftsunternehmen.
Mit der Eingemeindung Opladens im Zuge der Gebietsreform musste für das vergrößerte Versorgungsgebiet eine einheitliche Struktur geschaffen werden. Ein Grund dafür, dass die Stadt Leverkusen das Rheinisch-Westfälische Elektrizitätswerk (RWE) AG 1977 zu 50 % an ihrem Versorgungsunternehmen beteiligte.
Neben Kapitaleinlagen brachte das RWE unter anderem das Mittelspannungsnetz ein. Im Jahr 2002 übertrug die RWE Plus AG die an der EVL gehaltenen Geschäftsanteile an die GEW RheinEnergie AG. Seitdem halten die Stadt Leverkusen und die RheinEnergie AG jeweils 50 % der Geschäftsanteile.
Seit der Energiemarkt-Liberalisierung entwickelte sich die EVL vom reinen Lieferanten von Energie und Trinkwasser zum Serviceanbieter. Die EVL gehört heute mit rund 370 Arbeitsplätzen und einem Jahresumsatz von rund 218 Millionen Euro zu den größeren Unternehmen in Leverkusen.

## Versorgung
Die Energieversorgung Leverkusen GmbH & Co. KG (EVL) versorgt ihre Kunden in den Bereichen Strom, Erdgas, Trinkwasser, Fernwärme und energienahe Dienstleistungen. Seit 2000 unterhält die EVL in der Wiesdorfer Innenstadt ein Kundencenter.

## Energieeffizienz und Umweltschutz
Die EVL betreibt eigene Projekte, wie z. B. die Erdgas-Expansionsanlage (Entspannungsturbine), Anlagen zur Nutzung von Wasserkraft, eine Photovoltaikanlage sowie den Einsatz von Elektrofahrzeugen im betrieblichen Fuhrpark. Im April 2011 eröffnete die EVL mit dem EVL-ePOINT die erste Stromtankstelle in Leverkusen.